# Finals de l'NBA de 2013
Les finals de l'NBA de 2013 van ser les sèries definitives dels playoffs del 2013 i van suposar la conclusió de la temporada 2012-13 de l'NBA. El títol el van disputar, al millor de set partits, San Antonio Spurs per la Conferència Oest i Miami Heat per la Conferència Est. La sèrie va arribar fins al setè i definitiu partit, i en guanyar-lo Miami Heat va assolir el seu tercer campionat, segon consecutiu.

## Enfrontaments previs en temporada regular
| Detalls   | Data       | Equips                         | Resultat | Lloc                                       |
| --------- | ---------- | ------------------------------ | -------- | ------------------------------------------ |
| Detalls 1 | 29/11/2012 | Miami Heat - San Antonio Spurs | 105-100  | American Airlines Arena, a Miami (Florida) |
| Detalls 2 | 31/03/2013 | San Antonio Spurs - Miami Heat | 86-88    | AT&T Center, a San Antonio (Texas)         |

## Camí cap a la final de l'NBA
La trajectòria en les eliminatòries de playoffs de tots dos equips va ser: 
|      | Equip             | 1a Ronda                             | Semifinal de Conferència                | Final de Conferència                |
| ---- | ----------------- | ------------------------------------ | --------------------------------------- | ----------------------------------- |
| OEST | San Antonio Spurs | Va guanyar a Los Angeles Lakers, 4-0 | Va guanyar a Golden State Warriors, 4-2 | Va guanyar a Memphis Grizzlies, 4-0 |
| EST  | Miami Heat        | Va guanyar a Milwaukee Bucks, 4-0    | Va guanyar a Chicago Bulls, 4-1         | Va guanyar a Indiana Pacers, 4-3    |

## Partits de la final

### Partit 1
| 6 de juny 9:00 pm Detalls | San Antonio Spurs 92, Miami Heat 88                           | San Antonio Spurs 92, Miami Heat 88 | San Antonio Spurs 92, Miami Heat 88                                | American Airlines Arena, Miami, Florida Assistència: 19775 espectadors Àrbitres: Tony Brothers, Monty McCutchen, Jason Phillips | ABC |
| 6 de juny 9:00 pm Detalls | Resultats per quarts: 23-24, 26-28, 20-20, 23-16              |                                     |                                                                    | American Airlines Arena, Miami, Florida Assistència: 19775 espectadors Àrbitres: Tony Brothers, Monty McCutchen, Jason Phillips | ABC |
| 6 de juny 9:00 pm Detalls | Pts: Tony Parker 21 Rebs: Tim Duncan 14 Assist: Tony Parker 6 |                                     | Pts: LeBron James 18 Rebs: LeBron James 18 Assist: LeBron James 10 | American Airlines Arena, Miami, Florida Assistència: 19775 espectadors Àrbitres: Tony Brothers, Monty McCutchen, Jason Phillips | ABC |

### Partit 2
| 9 de juny 8:00 pm Detalls | San Antonio Spurs 84, Miami Heat 103                             | San Antonio Spurs 84, Miami Heat 103 | San Antonio Spurs 84, Miami Heat 103                              | American Airlines Arena, Miami, Florida Assistència: 19900 espectadors Àrbitres: Joe Crawford, Ed Malloy, Ken Mauer | ABC |
| 9 de juny 8:00 pm Detalls | Resultats per quarts: 22-22, 23-28, 20-25, 19-28                 |                                      |                                                                   | American Airlines Arena, Miami, Florida Assistència: 19900 espectadors Àrbitres: Joe Crawford, Ed Malloy, Ken Mauer | ABC |
| 9 de juny 8:00 pm Detalls | Pts: Danny Green 17 Rebs: Kawhi Leonard 14 Assist: Tony Parker 5 |                                      | Pts: Mario Chalmers 19 Rebs: Chris Bosh 10 Assist: LeBron James 7 | American Airlines Arena, Miami, Florida Assistència: 19900 espectadors Àrbitres: Joe Crawford, Ed Malloy, Ken Mauer | ABC |

### Partit 3
| 11 de juny 9:00 pm Detalls | Miami Heat 77, San Antonio Spurs 113                                          | Miami Heat 77, San Antonio Spurs 113 | Miami Heat 77, San Antonio Spurs 113                          | AT&T Center, San Antonio, Texas Assistència: 18581 espectadors Àrbitres: James Capers, Dan Crawford, Marc Davis | ABC |
| 11 de juny 9:00 pm Detalls | Resultats per quarts: 20-24, 24-26, 19-28, 14-35                              |                                      |                                                               | AT&T Center, San Antonio, Texas Assistència: 18581 espectadors Àrbitres: James Capers, Dan Crawford, Marc Davis | ABC |
| 11 de juny 9:00 pm Detalls | Pts: Dwyane Wade 16 Rebs: LeBron James 11 Assist: LeBron James, Dwyane Wade 5 |                                      | Pts: Danny Green 27 Rebs: Tim Duncan 14 Assist: Tony Parker 7 | AT&T Center, San Antonio, Texas Assistència: 18581 espectadors Àrbitres: James Capers, Dan Crawford, Marc Davis | ABC |

### Partit 4
| 13 de juny 9:00 pm Detalls | Miami Heat 109, San Antonio Spurs 93             | Miami Heat 109, San Antonio Spurs 93 | Miami Heat 109, San Antonio Spurs 93 | AT&T Center, San Antonio, Texas | ABC |
| 13 de juny 9:00 pm Detalls | Resultats per quarts: 29-26, 20-23, 32-27, 28-17 |                                      |                                      | AT&T Center, San Antonio, Texas | ABC |
| 13 de juny 9:00 pm Detalls | Pts: LeBron James 33                             |                                      |                                      | AT&T Center, San Antonio, Texas | ABC |

### Partit 5
| 16 de juny 8:00 pm Detalls | Miami Heat 104, San Antonio Spurs 114                            | Miami Heat 104, San Antonio Spurs 114 | Miami Heat 104, San Antonio Spurs 114                            | AT&T Center, San Antonio, Texas Assistència: 18,581 espectadors Àrbitres: Monty McCutchen, Tony Brothers, Ed Malloy | ABC |
| 16 de juny 8:00 pm Detalls | Resultats per quarts: 19-32, 33-29, 23-26, 29-27                 |                                       |                                                                  | AT&T Center, San Antonio, Texas Assistència: 18,581 espectadors Àrbitres: Monty McCutchen, Tony Brothers, Ed Malloy | ABC |
| 16 de juny 8:00 pm Detalls | Pts: James, Wade, 25 Rebs: James, Bosh, 6 Assist: Dwyane Wade 10 |                                       | Pts: Tony Parker 26 Rebs: Tim Duncan 12 Assist: Manu Ginóbili 10 | AT&T Center, San Antonio, Texas Assistència: 18,581 espectadors Àrbitres: Monty McCutchen, Tony Brothers, Ed Malloy | ABC |

### Partit 6
| 18 de juny 9:00 pm Detalls | San Antonio Spurs 100, Miami Heat 103                              | San Antonio Spurs 100, Miami Heat 103 | San Antonio Spurs 100, Miami Heat 103                            | American Airlines Arena, Miami, Florida Assistència: 19,900 espectadors Àrbitres: Joe Crawford, Mike Callahan, Ken Mauer | ABC |
| 18 de juny 9:00 pm Detalls | Resultats per quarts: 25-27, 25-17, 25-21, 20-30. Pròrroga/es: 5-8 |                                       |                                                                  | American Airlines Arena, Miami, Florida Assistència: 19,900 espectadors Àrbitres: Joe Crawford, Mike Callahan, Ken Mauer | ABC |
| 18 de juny 9:00 pm Detalls | Pts: Tim Duncan 30 Rebs: Tim Duncan 17 Assist: Tony Parker 8       |                                       | Pts: LeBron James 32 Rebs: Chris Bosh 11 Assist: LeBron James 11 | American Airlines Arena, Miami, Florida Assistència: 19,900 espectadors Àrbitres: Joe Crawford, Mike Callahan, Ken Mauer | ABC |

### Partit 7
| 20 de juny 9:00 pm Detalls | San Antonio Spurs 88, Miami Heat 95                               | San Antonio Spurs 88, Miami Heat 95 | San Antonio Spurs 88, Miami Heat 95                                    | American Airlines Arena, Miami, Florida Assistència: 19,900 espectadors Àrbitres: Dan Crawford, Scott Foster, Monty McCutchen | ABC |
| 20 de juny 9:00 pm Detalls | Resultats per quarts: 16-18, 28-28, 27-26, 17-23                  |                                     |                                                                        | American Airlines Arena, Miami, Florida Assistència: 19,900 espectadors Àrbitres: Dan Crawford, Scott Foster, Monty McCutchen | ABC |
| 20 de juny 9:00 pm Detalls | Pts: Tim Duncan 24 Rebs: Kawhi Leonard 16 Assist: Manu Ginóbili 5 |                                     | Pts: LeBron James 37 Rebs: LeBron James 12 Assist: Allen, James 4 each | American Airlines Arena, Miami, Florida Assistència: 19,900 espectadors Àrbitres: Dan Crawford, Scott Foster, Monty McCutchen | ABC |